# Rantsila
Rantsila este o fostă comună din Finlanda.